# Panteó de la Família Danés
El Panteó de la Família Danés és una obra d'Olot (Garrotxa).

## Descripció
Davant el panteó de la família Esquena-Casadevall, Celestí Devesa va realitzar el de la família Danés. Una bonica placa de bronze decorada, seguint les influències de l'estil modernista, centra el conjunt. La imatge estilitzada de la mort, amb la daga a la mà, guarda repòs dels membres de la família Danés. Cal destacar el bust, en bronze, de Joaquim Danés i torres, gran historiador olotí, situat al costat de la creu. Tot els conjunt és tancat per baranes de ferro en forma de fullatges i flors estilitzades.

## Història
Celestí Devesa va realitzar durant els deu primers anys del segle XX els panteons sepulcrals i les làpides de les famílies benestants d'Olot. L'any 1905 va fer el de la família Danés i la fosa de la placa i el bust es va realitzar als tallers Barberí d'Olot.